# Xenopeltis
Xenopeltis ist eine nur drei Arten umfassende Gattung kleiner Schlangen, die in Südasien von Birma über das südliche China bis nach Java, Kalimantan und Sulawesi leben.

## Merkmale
Xenopeltis-Arten werden maximal einen Meter lang. Ihr Rücken ist schwarz oder dunkelbraun und irisierend, ihre Unterseite weißlich. In Anpassung an die grabende Lebensweise ist der Kopf kompakt gebaut, flach und schaufelförmig. Alle zahntragenden Knochen sind sehr eng mit vielen Zähnen besetzt. Das Dentale (zahntragender Knochen des Unterkiefers) ist den übrigen Unterkieferknochen sehr beweglich aufgesetzt, wodurch der gesamte Kieferapparat eine starke Beweglichkeit bekommt.
Sie vereinigen progressive und primitive Merkmale. Zu den progressiven zählen die Kinnfurche und die großen Kopfschuppen, die ähnlich wie die der Nattern (Colubridae) sind. Auch die Bauchschuppen (Scutum ventrale) sind groß. Die Schwanzschuppen (Scutum subcaudale) stehen in zwei Reihen.
Zu den ursprünglichen Merkmalen zählen der bezahnte Zwischenkiefer und das Vorhandensein von zwei funktionierenden, wenn auch verschieden großen Lungen.

## Lebensweise
Die Schlangen sind nachtaktiv und leben auf oder grabend im Boden der Regenwälder, lockerer Wälder und auch auf Brachland an Stadträndern. Erdschlangen ernähren sich von kleinen Wirbeltieren wie Kleinsäugern, Amphibien, Reptilien und auch von anderen Schlangen. Xenopeltis-Arten sind ovipar (eierlegend) und legen bis zu zehn Eier.

## Systematik
Die systematische Stellung von Xenopeltis war lange Zeit umstritten. In den 1970er Jahren wurden sie zusammen mit dem mittelamerikanischen Spitzkopfpython (Loxocemus bicolor) und der afrikanischen Gattung Calabaria in eine Unterfamilie Xenopeltinae in die Boidae gestellt. McDowell stellte sie 1987 in die eigene Familie Xenopeltidae, die schon 1845 von Charles Lucien Jules Laurent Bonaparte aufgestellt wurde. 2008 wurde die Familie von Vidal & Hedges nach einer von molekularbiologischen Grundlagen gestützten phylogenetischen Studie zusammen mit den Pythons (Pythonidae) und dem Spitzkopfpython in die Überfamilie Pythonoidea gestellt.

## Arten
Es sind drei Arten der Gattung Xenopeltis bekannt (Stand: 4. Januar 2023):
- Xenopeltis hainanensis Hu & Zhao, 1972
- Xenopeltis intermedius Orlov, Snetkov, Ermakov, Nguyen & Ananjeva, 2022
- Regenbogen-Schlange (Xenopeltis unicolor Reinwardt, 1827)